# Guntín
|  | Per a altres significats, vegeu «Guntín (desambiguació)». |

Guntín és un municipi de la província de Lugo a Galícia. Pertany a la comarca de Lugo.

## Geografia
El municipi limita al nord amb Friol i Lugo, a l'est amb O Corgo i O Páramo, al sud amb Portomarín i a l'oest amb Monterroso i Palas de Rei. La capital municipal està situada a uns 550 metres d'altitud i a 19 km de la capital provincial, amb la qual es comunica a través de la carretera N-540.
Es troba a la vall del curs alt del riu Miño, que fa de frontera per l'est. Un dels seus afluents, el Ferreira, fa de límit amb els municipis de Palas de Rei i Portomarín i en ell desemboca el riu Levadoiro. Un altre afluent del Miño que recorre el municipi és el Colmeiro.

## Parròquies
| - Castelo de Pallares (San Salvador) - Costante (San Miguel) - Entrambasaugas (Santiago) - Ferreira de Pallares (Santa María) - Ferroi (Santiago) - Francos (San Salvador) - Gomelle (Santiago) - Grolos (Santa Cruz) - Guntín de Pallares (San Salvador) - Lamela (Santa Mariña) - Lousada (Santa Eulalia) - Monte de Meda (San Martiño) - Mosteiro (Santa María) - A Mota (Santo Estevo) - Mougán (Santa María Madanela) - Navallos (San Pedro) | - Ourol (San Xulián) - Piñeiras (San Mamede) - Pradeda (Santa Eulalia) - San Cibrao de Monte de Meda (San Cibrao) - San Mamede de Lousada (San Mamede) - San Romao da Retorta (San Romao) - Santa Cruz da Retorta (Santa Cruz) - Santa Euxea (San Xoán) - Santa María de Ferroi (Santa María) - Sirvián (Santa María) - Vilamaior de Negral (San Lourenzo) - Vilameá (San Martiño) - Vilamerelle (San Vicente) - Vilarmao (San Miguel) - Zolle (Santa María) |

## Llocs d'interès
- Monestir de Santa María de Ferreira de Pallares
- Castell de Besgo
- Torre de Francos
- Fortalesa d'A Mota
- Torre de Santa Euxea